# Mount O'Shea
Mount O'Shea är ett berg i Antarktis. Det ligger i Östantarktis. Australien gör anspråk på området. Toppen på Mount O'Shea är 1 515 meter över havet.
Terrängen runt Mount O'Shea är platt åt sydväst, men åt nordost är den kuperad. Trakten är obefolkad. Det finns inga samhällen i närheten.